# 킬링 소프틀리
킬링 소프틀리(Killing Them Softly)는 2012년 공개된 미국의 네오누아르 범죄 영화이다.
2012년 5월 22일, 이 영화는 2012년 칸 영화제 황금종려상 경쟁 부문에서 첫 상영되었으며 초기에 긍정적인 평가를 받았다.

## 줄거리
2008년 미국 금융 위기와 대통령 선거 기간 동안, 조니 "스쿼럴" 아마토는 마피아가 운영하는 사설 포커 게임을 털 계획을 세운다. 그는 과거 동료였던 프랭키와 헤로인 중독자인 호주 이민자 러셀을 끌어들인다. 이들은 과거 자신의 포커 게임을 털도록 사주한 적이 있는 마키 트랫맨이 운영하는 게임을 목표로 삼는다. 스쿼럴은 마키가 당연한 용의자가 될 것이고, 마키가 연루된 범죄 조직은 더 조사하지 않고 그를 죽일 것이라고 예상한다. 경험이 부족한 프랭키와 러셀은 무장 강도를 성공적으로 수행하고 약 10만 달러를 가지고 도망친다.
수수께끼 같은 범죄 보스 드라이버는 킬러 재키 코건에게 강도 사건으로 인해 발생한 상황을 어떻게 처리할지 논의한다. 마피아가 운영하는 포커 게임은 폭력이 두려워 중단되고 지하 범죄 경제가 혼란에 빠진 것이다. 재키는 마키가 무고하다는 것을 직감하지만, 마키가 여전히 유죄로 보이기 때문에 본보기가 필요하다고 생각한다. 드라이버는 마키를 살해하는 것을 강하게 반대하고, 재키는 마지못해 마키를 폭행하는 것에 동의하지만 이것이 마키에게 불필요한 고통을 줄 것이라고 말한다.
한편, 러셀은 훔친 개들을 팔기 위해 케니 길이라는 남자와 함께 플로리다로 간다. 케니를 마약 판매자로 영입하려던 러셀은 실수로 자신이 강도 사건에 연루되었음을 밝히고, 이 정보를 딜런에게 흘린다. 재키는 드라이버를 설득하여 마키를 죽여야 한다고 말하고, 케니가 운전하는 차 뒷좌석에서 마키를 살해한다.
러셀, 프랭키, 스쿼럴 세 명이 남았다. 스쿼럴의 경우 재키와 아는 사이이기 때문에 문제가 생긴다. 재키는 드라이버에게 또 다른 킬러 미키 폴른을 영입할 것을 설득한다. 재키는 미키를 고용하고 싶어하는 이유를 설명하면서 "부드럽게 죽이는 것"에 대한 철학을 이야기한다. 이는 대상이 두려움이나 절망, 고통을 느끼지 않도록 멀리서 또는 그럴 가능성이 없는 방식으로 죽이는 것을 의미한다.
미키는 살인을 저지르는 대신 고급 호텔 방에 머물며 술과 매춘에 빠져 지낸다. 재키는 미키의 체포와 뉴욕 송환을 주선하고, 스쿼럴은 직접 죽이기로 결심한다. 
재키가 스쿼럴을 찾기 전에 러셀은 마약 소지 혐의로 체포된다. 재키는 프랭키를 찾아내 스쿼럴의 행방을 알려주는 조건으로 목숨을 살려준다. 프랭키는 재키를 태우고 스쿼럴이 정기적으로 여자를 만나는 곳으로 데려가고, 재키는 샷건으로 스쿼럴을 죽인다. 스쿼럴이 죽은 것을 확인한 후, 재키는 프랭키에게 몇 시간 떨어진 곳에서 차를 가져오게 한다. 프랭키는 매우 불안해하며 과속을 하기 시작하고, 재키는 차분하게 하려고 하지만 실패하자 직접 운전을 한다. 주차장에 도착하자마자 재키는 경고 없이 프랭키의 머리를 쏜다. 재키는 차를 닦고 현장을 떠난다.
대통령 선거일 밤, 재키는 드라이버를 만나 세 건의 살인에 대한 수수료를 받는다. 술집 TV에서는 버락 오바마가 당선 연설을 하고 있다. 드라이버는 적은 금액을 지불하려 하고, 재키는 전체 금액을 주장하며 둘은 언쟁을 벌인다.

## 출연

### 주연
- 브래드 피트
- 스쿳 맥네이리
- 벤 멘델슨
- 리차드 젠킨스
- 제임스 갠돌피니
- 레이 리오타

### 조연
- 벨라 헤스콧
- 샘 쉐퍼드
- 맥스 카셀라
- 빈센트 쿠라톨라
- 리나라 워싱턴
- 트레버 롱
- 데이빗 조셉 마르티네즈
- 줄리아 애덤스
- 에드워드 J. 클레어
- 진 케빈 헤이미스 주니어
- 페르난도 라라
- 슬레인

## 기타
- 원작자: 조지 V. 히긴스
- 공동제작: 매튜 버드맨
- 공동제작: 더글러스 세일러 주니어
- 공동제작: 로저 슈왈츠
- 협력프로듀서: 스콧 로버트슨
- 조감독: 칼리 포미스
- 조감독: 스콧 로버트슨
- 세트: 레슬리 몰라레스
- 분장: 아드루이사 리